# Joanne Dudziak
Joanne Dudziak, född 8 juni 1972 i Strasbourg, är en tidigare fransk handbollsmålvakt som blev världsmästare 2003.

## Klubbkarriär
Joanne Dudziak började tränade handboll i klubben ASPTT Nice och gick sedan vidare i början av 1990-talet(1994?) till A.L. Bouillargues. Sedan, bortsett från ett mellanspel mellan 1999 och 2001 då hon spelade för ESBF Besançon, tillbringade hon hela sin karriär i HBC Nîmes. Hon avslutade sin karriär 2005. Hon gjorde comeback och spelade sista matchen 2007.

## Landslagskarriär
Joanne Dudziak vann brons vid EM 2002 innan hon blev världsmästare 2003, då Frankrike vann världsmästerskapet i handboll för damer 2003 i Kroatien. Dudziak deltog i OS 2000 i Sydney och OS 2004 i Aten, där det franska laget placerade sig på fjärde plats. Som landslagsmålvakt var hon i skuggan av Valérie Nicolas. De två målvakterna gillade inte varandra och talade inte med varandra på flera år.

## Meriter med klubblag
- i franska mästerskapet 2001 med ESBF Besançon
- i franska cupen 2001 med ESBF Besançon
- vinnare i Frankrikes andradivision 1997 med HBC Nîmes